# Jasenovce
Jasenovce (bis 1948 slowakisch „Jesenovce“ – bis 1927 auch „Jasenovce“; ungarisch Jeszenőc – bis 1907 Jeszenóc) ist eine Gemeinde im Osten der Slowakei mit 216 Einwohnern (Stand 31. Dezember 2024), die im Okres Vranov nad Topľou, einem Teil des Prešovský kraj, liegt.

## Geographie

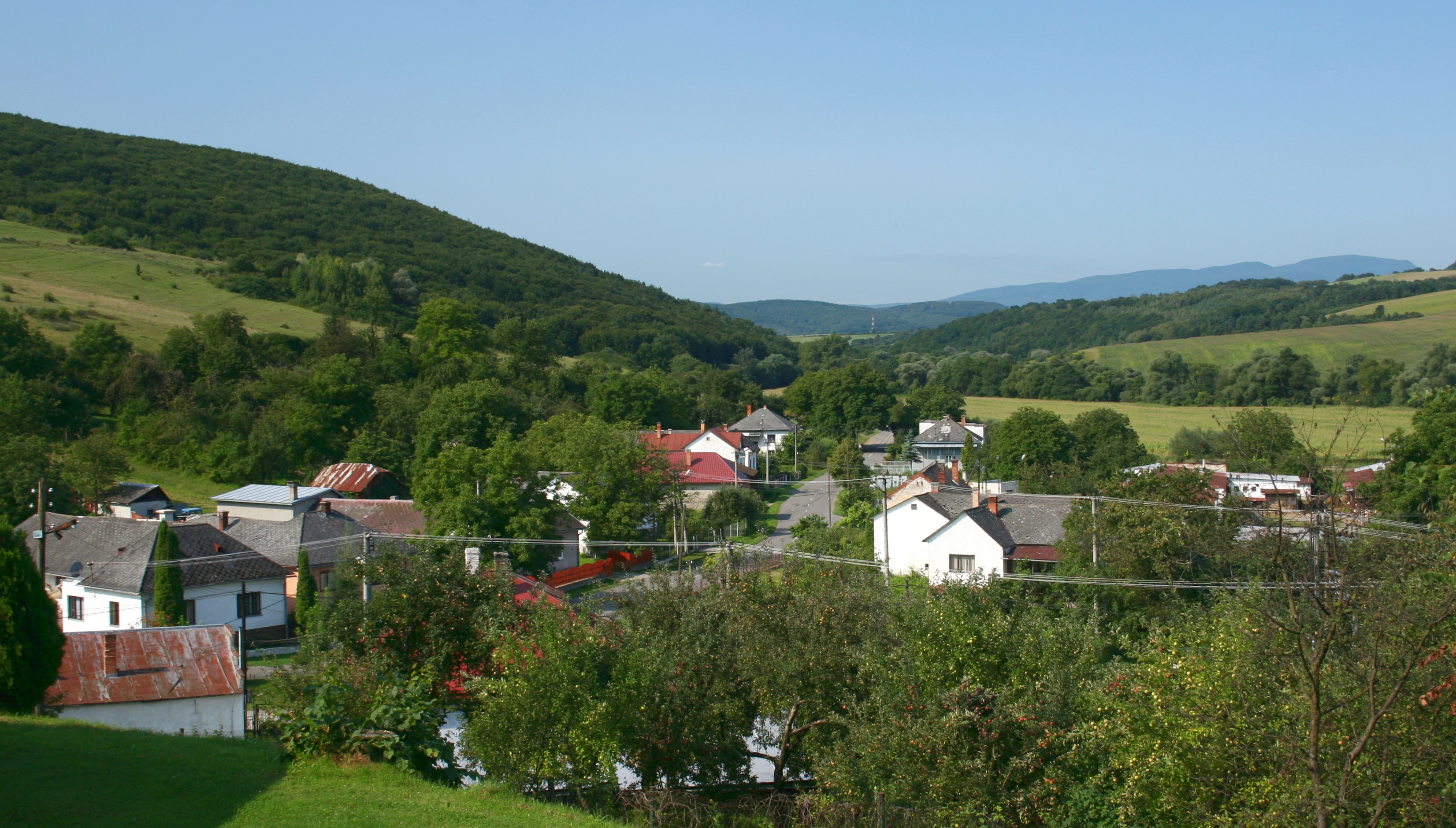
Blick auf Jasenovce

Die Gemeinde befindet sich im Südteil der Niederen Beskiden im Bergland Ondavská vrchovina, am Unterlauf der Oľka, wo sie die linksseitigen Bäche Polomský potok und Jasenovský potok aufnimmt, im Einzugsgebiet der Ondava, südöstlich des Stausees Veľká Domaša. Das Ortszentrum liegt auf einer Höhe von 160 m n.m. und ist 20 Kilometer von Vranov nad Topľou entfernt.
Neben dem Hauptort Jasenovce umfasst die Gemeinde auch die Siedlungen Poloma, Vrchy und Močedníky.
Nachbargemeinden sind Giglovce im Westen, Nordwesten und Norden, Girovce und Lukáčovce im Nordosten, Karná im Osten und Žalobín im Südosten, Süden und Südwesten.

## Geschichte

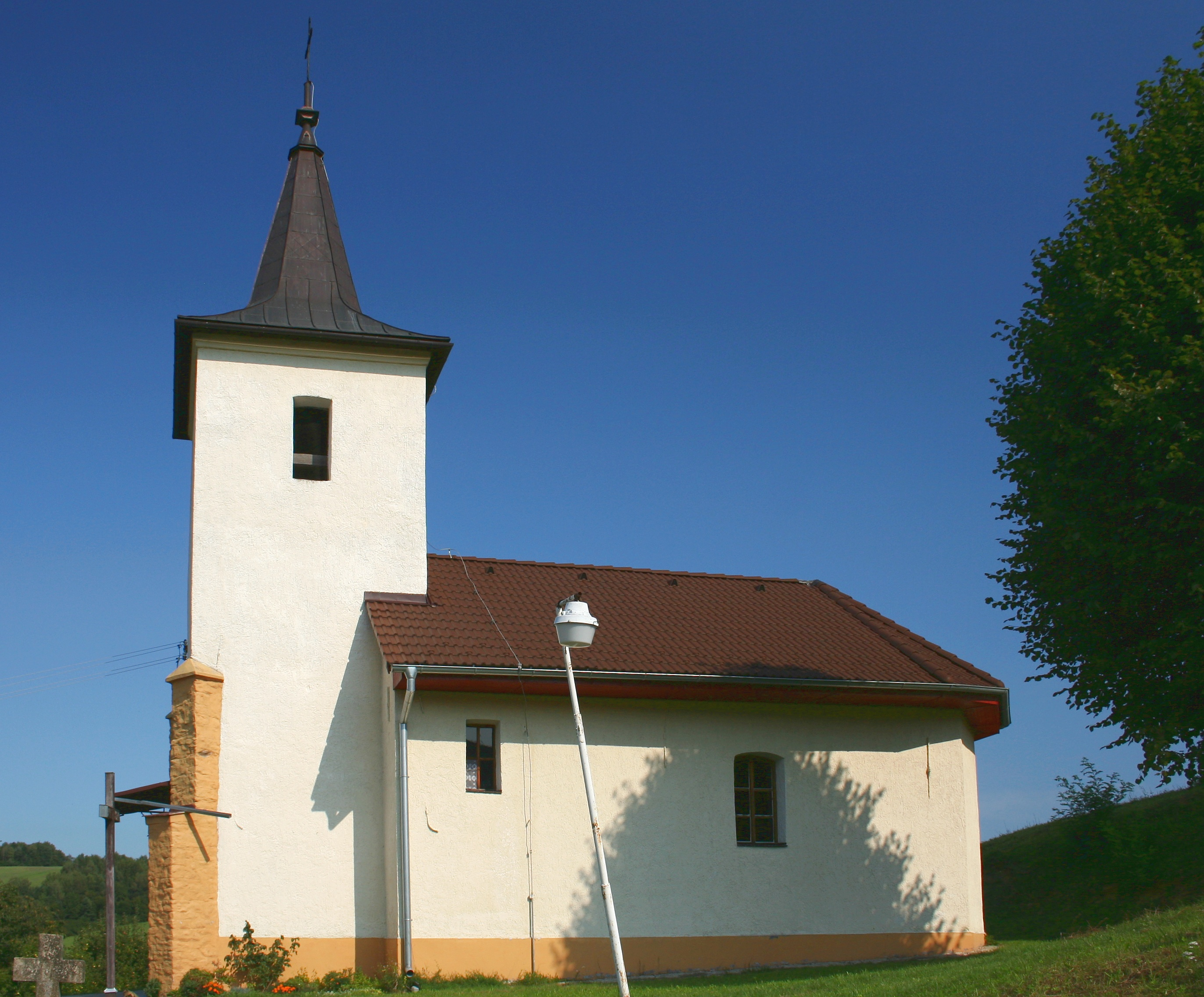
Kirche in Jasenovce

Jasenovce wurde zum ersten Mal 1543 als Jazenoc schriftlich erwähnt und war anfangs Teil der Herrschaft von Humenné, im 18. Jahrhundert war es Besitz der Familie Barkóczy. 1556 wurde eine Porta verzeichnet.
1715 gab es drei verlassene und sieben bewohnte Haushalte. 1787 hatte die Ortschaft 21 Häuser und 176 Einwohner, 1828 zählte man 22 Häuser und 166 Einwohner, die als Fuhrleute, Landwirte und Waldarbeiter tätig waren. Von 1894 bis 1900 ließen sich Kolonisten aus der Umgebung von Nowy Targ im damaligen Kronland Galizien in der Gemeinde nieder.
Bis 1918 gehörte der im Komitat Semplin liegende Ort zum Königreich Ungarn und kam danach zur Tschechoslowakei beziehungsweise heute Slowakei. Unmittelbar nach der Gründung der Tschechoslowakei hatte der Ort 389 Einwohner. In der ersten tschechoslowakischen Republik war Jasenovce ein landwirtschaftlich geprägtes Dorf, es kam aber auch zu mehreren Auswanderungswellen, vornehmlich nach Argentinien, Polen sowie in die Vereinigten Staaten. Nach dem Zweiten Weltkrieg pendelte ein Teil der Einwohner zur Arbeit nach Humenné und Košice, eine Niederlassung des Staatsguts im Ort wurde im Jahr 1961 gegründet.

## Bevölkerung
| Jahr                | 1994 | 2004     | 2014    | 2024    |
| ------------------- | ---- | -------- | ------- | ------- |
| Anzahl der Personen | 194  | 229      | 232     | 216     |
| Unterschied         |      | +18,04 % | +1,31 % | −6,89 % |

| Jahr                | 2023 | 2024    |
| ------------------- | ---- | ------- |
| Anzahl der Personen | 210  | 216     |
| Unterschied         |      | +2,85 % |

Nach der Volkszählung 2011 wohnten in Jasenovce 226 Einwohner, davon 209 Slowaken sowie jeweils drei Tschechen und Ukrainer. 11 Einwohner machten keine Angabe zur Ethnie.
200 Einwohner bekannten sich zur römisch-katholischen Kirche, acht Einwohner zur griechisch-katholischen Kirche und fünf Einwohner zur apostolischen Kirche. Drei Einwohner waren konfessionslos und bei 10 Einwohnern wurde die Konfession nicht ermittelt.

## Bauwerke und Denkmäler

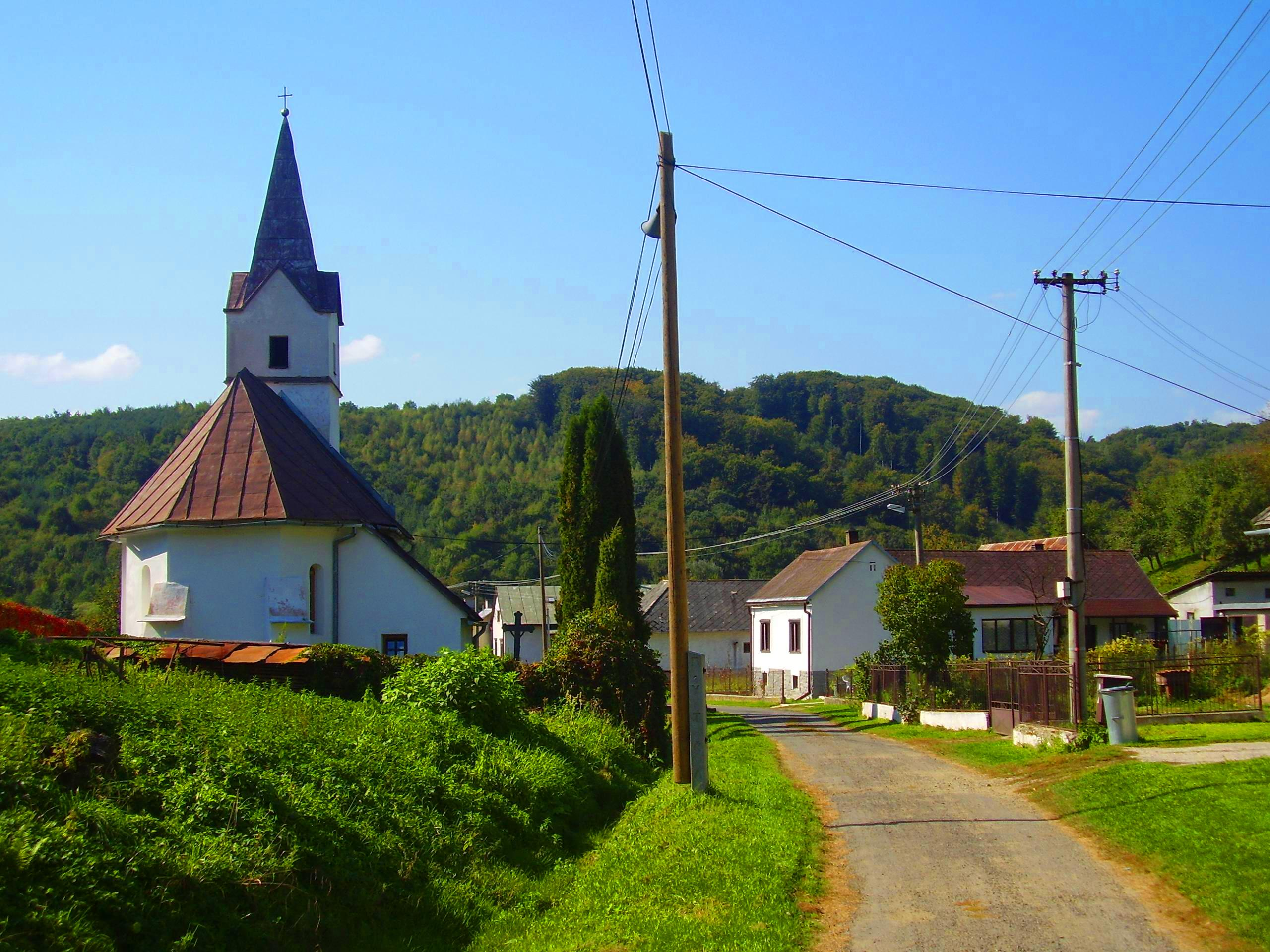
Kirche in der Siedlung Poloma

- römisch-katholische Erzengel-Michael-Kirche im klassizistischen Stil aus dem Jahr 1778, der Sakralbau wurde bei einem Erdbeben im Jahr 1788 beschädigt und der neue Turm wurde erst 1937 errichtet[6]
- römisch-katholische Kirche Heiligstes Herz Jesu aus den Jahren 1908–1913 in der Siedlung Poloma[7]

## Verkehr
Durch Jasenovce führt die Cesta II. triedy 554 („Straße 2. Ordnung“) von Nižný Hrabovec nach Havaj, im Ort Jasenovce zweigt die Cesta III. triedy 3629 („Straße 3. Ordnung“) nach Holčíkovce ab. Der nächste Bahnanschluss ist in Vranov nad Topľou an der Bahnstrecke Strážske–Prešov.